# Gut Valenbrook

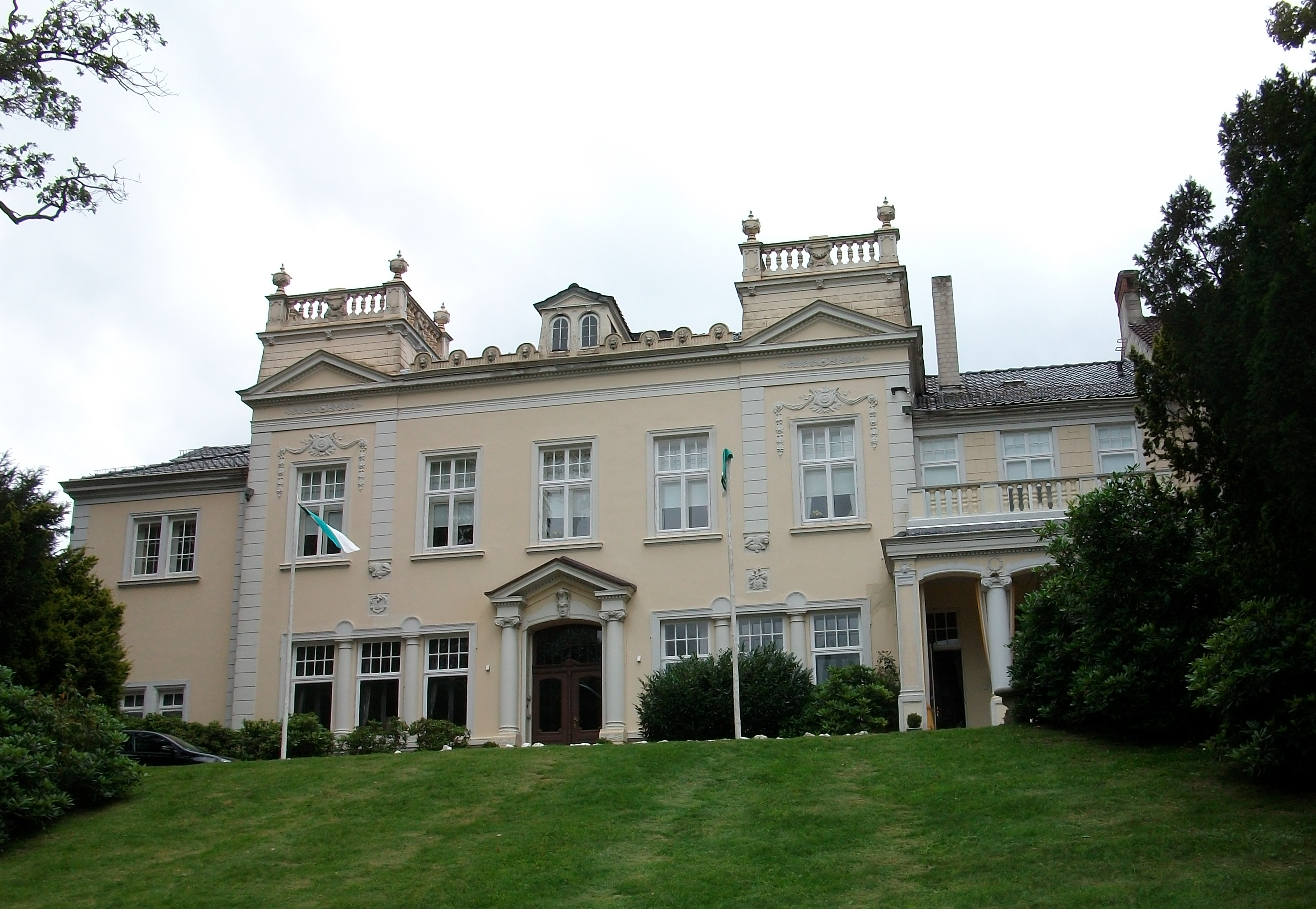
Denkmalgeschütztes Herrenhaus

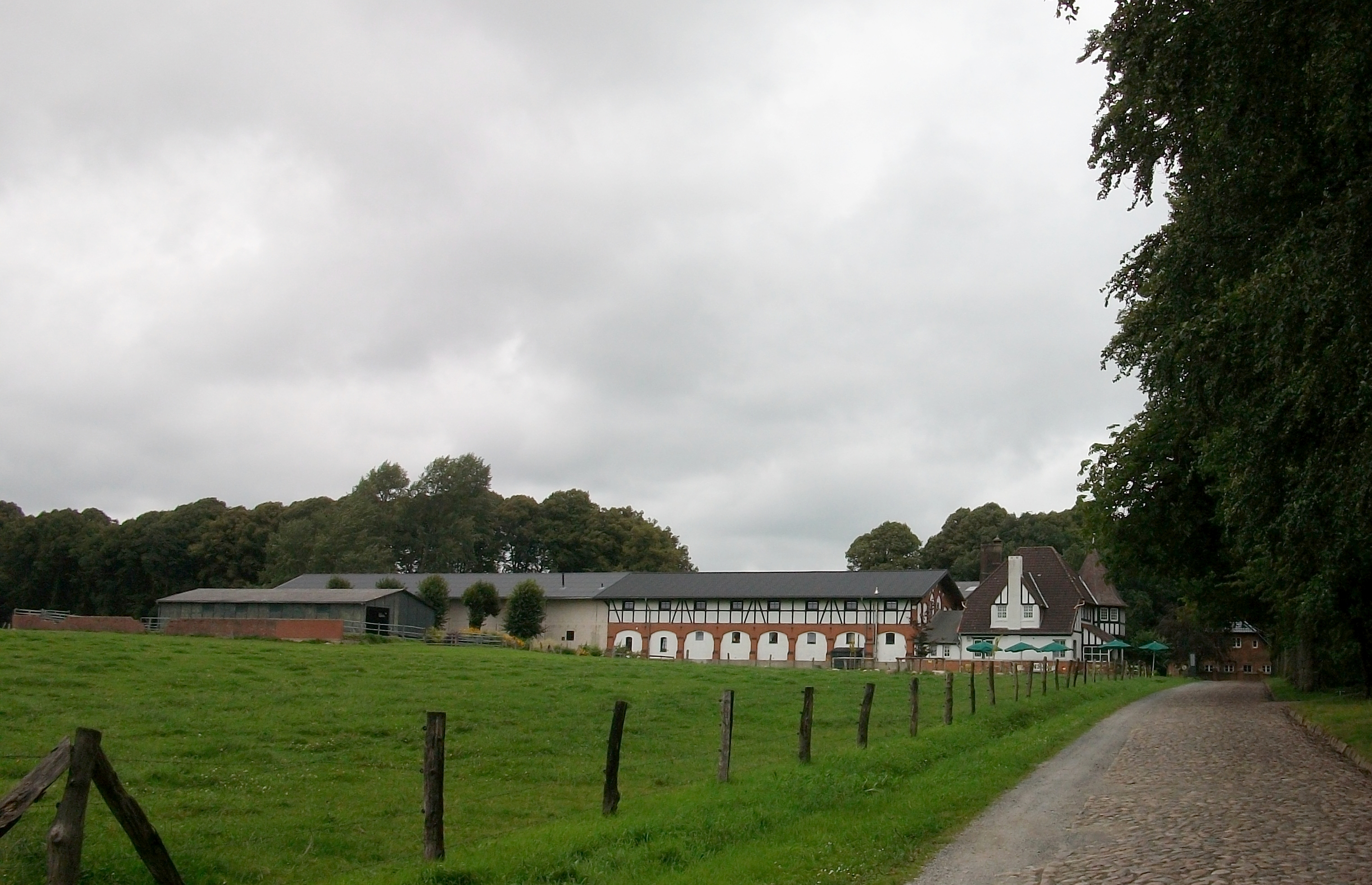
Wirtschaftsgebäude

Gut Valenbrook befindet sich im Landkreis Cuxhaven im Bad Bederkesar Ortsteil Fickmühlen.
Die Anlage steht unter Denkmalschutz (siehe auch Liste der Baudenkmale in Geestland).

## Geschichte
Das ehemalige Rittergut Fickmühlen gehörte ursprünglich zur Burg Elm. Nach dem Tod des letzten Lehnberechtigten Gustav von der Lieth erbte im Jahr 1774 Georg von Hannover das Gut. 1899 erwarb der Bremer Tabak- und Brauerei-Kaufmann Lambert Leisewitz das historische Rittergut Fickmühlen, das er 1901 nach einer mittelalterlichen Wüstung in „Gut Valenbrook“ umbenannte. Er errichtete 1904 später auf dem Anwesen das denkmalgeschützte Herrenhaus und die Wirtschaftsgebäude. Das Gut, das sich noch heute im Eigentum der Familie Leisewitz befindet, ist heute ein Event- und Kompetenzzentrum sowie ein moderner Landwirtschaftsbetrieb.

## Herrenhaus
Das zweigeschossige neoklassizistische Herrenhaus am nördlichen Rand des Hanges ist ein Putzbau von 1905. In der Mitte befindet sich ein fünfachsiger Risalit, rechts und links auf dem Risalit befinden sich Belvedere. Die Gebäudekanten sind betont durch quaderförmig verputzte Ecklisenen. Der Haupteingang an der Südfassade wird betont durch Halbsäulen mit korinthischem Kapitell und dem profilierten Giebeldreieck. Östlich schließt sich ein kleiner zweigeschossiger Flügelbau an, mit vorgelagerter Säulenveranda mit profilierten Eckstützen. In Süd-Nord-Richtung steht quer der zweigeschossige Vorgängerbau mit vorgezogenem Eingang und Stufengiebel. An der südlichen Dachtraufe haben die Fenster Fächerrosetten.
Park: Das Gebäude in exponierter Hanglage ist umgeben von einem landschaftlich gestalteten Garten mit altem Baumbestand, der nach Südosten hin abfällt und den Blick über die Wiesen jenseits der Flögelinger Straße öffnet bis zum Fickmühlener Randkanal. Südlich prägt der Valenbrooker See den Ausblick. Am Hang südöstlich vom Herrenhaus befindet sich eine Aussichtsplattform.

## Bewirtschaftung des Gutes
Auf dem landwirtschaftlichen Betrieb des Gutes werden französische Salers-Rinder gehalten. Die Produktion der Vaalenbrooker Vorzugsmilch wurde Mitte der 1960er Jahre aufgegeben. Ehemalige Schweineställe wurden in Fünf-Sterne-Appartements umgebaut. Der ehemalige Kornspeicher ist zu einem Veranstaltungsraum für 200 Gäste geworden. Die Küche wird unter der Woche zur gläsernen „Delicatessen-Manufaktur“, in der edle Schokoladen, Chutneys, Dressings und Senfkreationen entstehen. Etwas abseits an der Straße nach Neuenwalde steht ein Eishaus. Früher wurden im Winter aus dem Flögelner See Eisblöcke gesägt. Sie wurden ins Eishaus eingebracht – so konnten Waren hinter meterdicken Mauern im Eiskeller bis zum Sommer frisch gehalten werden. Im Herrenhaus entstehen ein großer Seminarraum sowie Unterbringungsmöglichkeiten für Gäste.